# Ángel Atienza
Ángel Atienza Landeta, conhecida como Atienza (Madrid, 16 de março de 1931 - Barcelona, 23 de agosto de 2015) é um ex-futebolista espanhol que, depois de se aposentar do futebol, dedicou-se a várias artes, sendo reconhecido como um famoso pintor e muralista.

## Trajectória Esportiva
- 1951-53 Real Zaragoza
- 1954-59 Real Madrid Football Club

### Lista de prêmios
- 3 Campeonato Espanhol: 1955, 1957 e 1958 .
- 4 Liga dos Campeões: 1956, 1957, 1958 e 1959 .
- 2 Copa Latina: 1955 e 1957 .

## Trajetória artística
Já durante sua carreira esportiva, participou de diferentes exposições coletivas de pintura. Em uma viagem à Europa Central, ele ficou interessado em fazer murais e obras de vidro.
A partir de 1964, ele começou seu trabalho como ceramista, mudando-se para a Venezuela em 1976, onde continuou seu trabalho como escultor usando vários materiais.
Ele fez diferentes exposições na Alemanha, Bélgica, Suíça e Espanha. Na Estação Canillejas do Metro de Madrid, pode-se ver um mural do autor, bem como no aeroporto de Barajas.